# 山中贞则
山中贞则（日语：山中 貞則/やまなか さだのり，1921年7月9日—2004年2月20日），是日本政治人物，众议院议员，曾担任佐藤荣作时期的环境厅长官（临时兼任）、田中角荣时期的防衛大臣、中曾根康弘时期的經濟產業大臣。